# Esbit

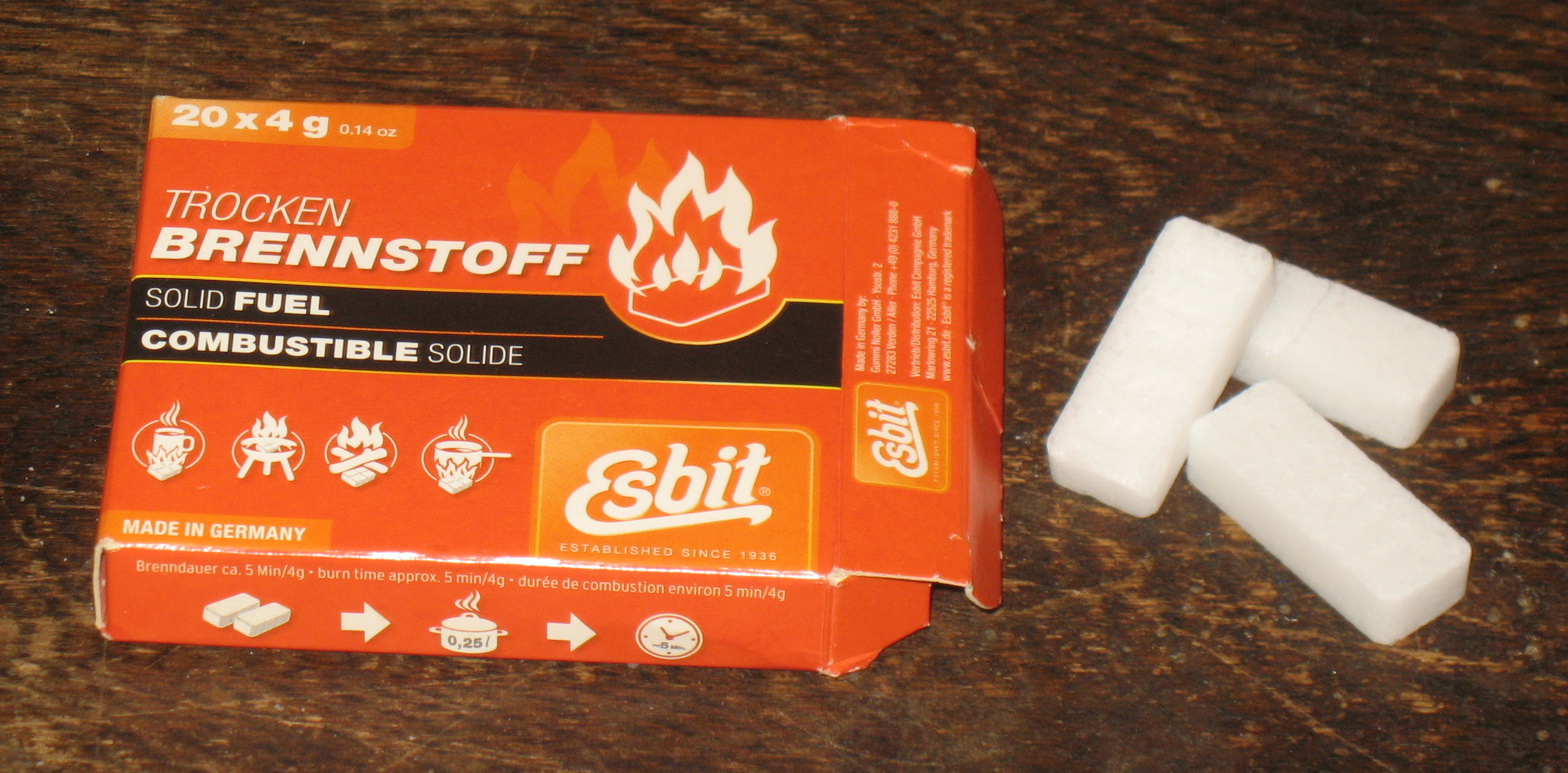
Hexamintabletter från Esbit.

Esbit ("Erich Schumms Brennstoff in Tablettenform") är ett torrbränsle bestående av hexametylentetramin i tablettform.
Det används framförallt i mindre campingkök och i små hobbyångmaskiner.
Hexametylentetramin (hexamin), omfattas av EU-direktivet om sprängämnesprekursorer och därför skall köp av Esbit-tabletter betraktas som en misstänkt förberedelse till terrorism och anmälas göras bland annat om kunden köper ovanliga mängder, betalar kontant eller inte vill identifiera sig.